# La Antigua
La Antigua là một đô thị thuộc bang Veracruz, México. Năm 2005, dân số của đô thị này là 25409 người.